# Caetés (Pernambuco)
Caetés is een gemeente in de Braziliaanse deelstaat Pernambuco. De gemeente telt 28.827 inwoners (schatting 2022).

## Aangrenzende gemeenten
De gemeente grenst aan Capoeiras, Garanhuns, Paranatama, Pedra en Venturosa.

## Geboren
- Luiz Inácio Lula da Silva (1945), president van Brazilië (2003-2011) (2023-heden)